# 玄性寺
玄性寺（げんしょうじ）は、栃木県大田原市にある曹洞宗の寺院である。山号は須峯山。詳名は須峯山瑠璃光院玄性寺。本尊は薬師如来。

## 歴史
那須氏の菩提寺で、伝承によれば、3代那須資之が、京都東山の即成院に埋葬された弟の那須与一（宗隆、のち資隆）の分骨を受けて建立した功照院が始まりという。この功照院は永正11年（1514年）に廃寺となったという。
天正18年（1590年）に5歳で那須家を継ぎ、後に那須藩主となった那須資景が、曹洞宗の鉄尊を招き、玄性寺として再建した。資景の院号が「須峯院」、子の資重の戒名（法号）が「玄性」であることから、須峯山玄性寺は、資景が、自分に先立って没した子・資重（寛永19年・1642年没）の菩提のために建立したものと推定されている。
毎年9月には与一に因み、墓前祭及び弓道大会が行われる。

## 交通アクセス
JR東北本線 那須塩原駅から車で20分

## 周辺
- 与一公園キャンプ場